# 新烏克蘭卡 (里夫內區)

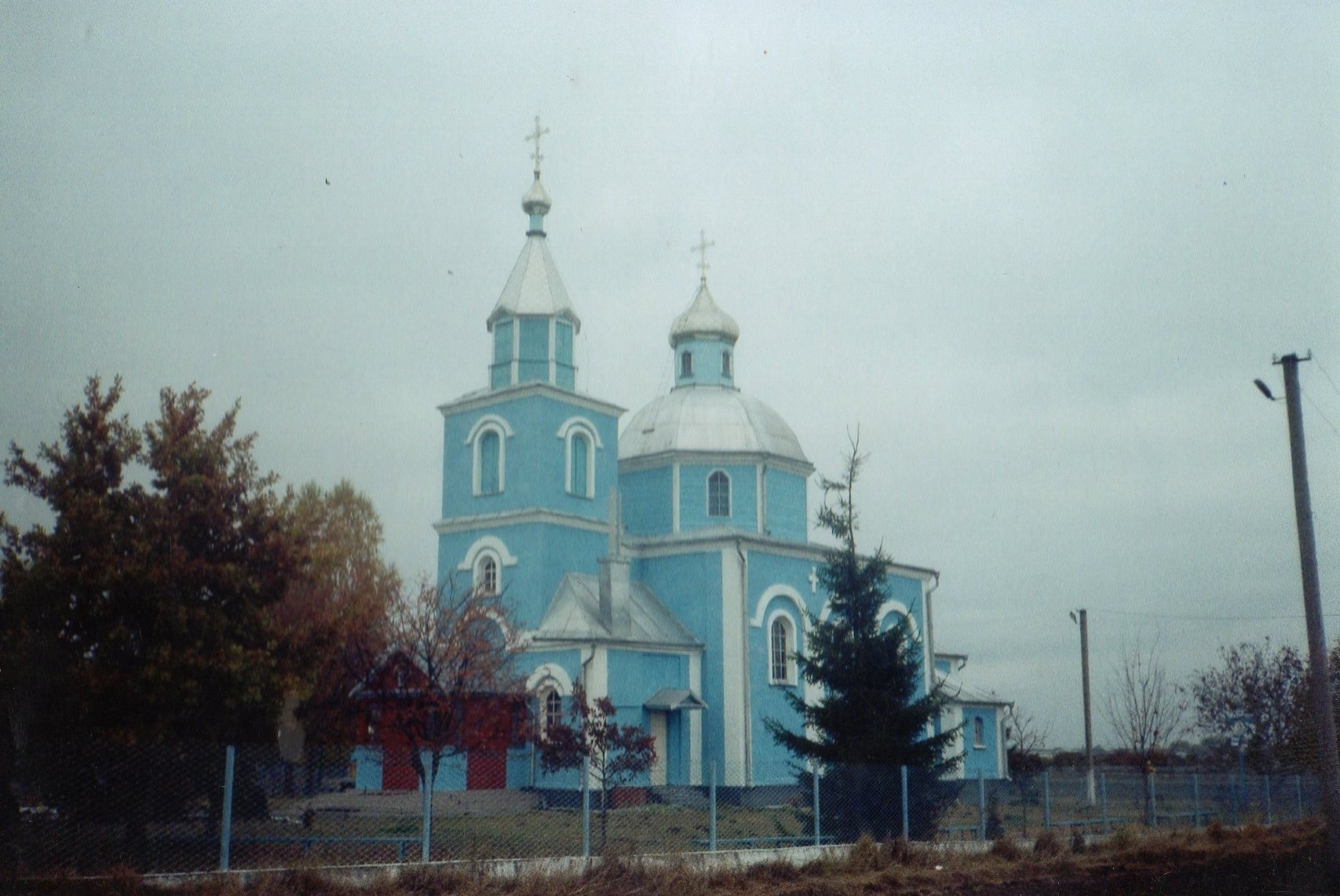
教堂

新烏克蘭卡（烏克蘭語：Нова Українка），是烏克蘭西北部里夫内州里夫内区亚历山德里亚市镇的村落，始建於1925年，面積0.86平方公里，海拔高度207米，2001年該村落人口789。